# Bundesautobahn 565
Bundesautobahn 565 (em português: Auto-estrada Federal 565) ou A 565, é uma auto-estrada na Alemanha.
A Bundesautobahn 565 tem 31 km de comprimento.

## Estados
Estados percorridos por esta auto-estrada:
- {{{3}}}